# Storia della Galizia (Europa orientale)
La storia della Galizia non può prescindere dall'arrivo degli ungheresi nel cuore della pianura dell'Europa centrale intorno all'899, i quali costrinsero le tribù slave dei vistolani, dei croati bianchi e dei lendiani ad accettare il dominio magiaro. Nel 955 le aree a nord dei Carpazi costituivano una parte autonoma del Ducato di Boemia e lo rimasero fino al 972 circa, quando iniziarono ad emergere le prime rivendicazioni territoriali polacche (nello specifico, i polani occidentali). La Galizia è menzionata nel 981 da Nestore di Pečers'k, quando Vladimir il Grande della Rus' di Kiev la rivendicò per sé nella sua campagna di espansione verso ovest. Nell'XI secolo l'area finì in mano alla Polonia (1018–1031 e 1069–1080), per poi ritornare alla Rus' di Kiev. Tuttavia, alla fine del XII secolo, gli ungheresi manifestarono la propria volontà di prendere possesso del principato: ne nacque una serie di schermaglie, cessata solo quando Casimiro III di Polonia annetté la Galizia nel 1340–1349. I basso-sassoni della Prussia e della Germania centrale si stabilirono in alcune aree a nord e ovest della regione dal XIII al XVIII secolo, sebbene la stragrande maggioranza della provincia storica rimase indipendente dal dominio tedesco e austriaco.
Il territorio fu colonizzato dagli slavi orientali nell'Alto medioevo e, nel XII secolo, fu costituito il Principato di Galizia capeggiato dalla dinastia rjurikide (riportato anche nelle fonti con le varianti Halicz, Halyč, Galič o Galic), fuso alla fine del secolo con la vicina Volinia nel Principato di Galizia-Volinia e rimasto in essere per un secolo e mezzo. Nel 1352, quando il principato fu spartito tra il regno polacco e il Granducato di Lituania, la maggior parte della Galizia andò alla corona polacca, pure dopo l'unione del 1569 tra Polonia e Lituania. Dopo le spartizioni della Confederazione polacco-lituana nel 1772, il Regno di Galizia e Lodomiria, o più semplicemente Galizia, divenne la provincia più grande, più popolosa e più settentrionale dell'Impero austriaco, dove rimase fino alla dissoluzione dell'Austria-Ungheria alla fine della prima guerra mondiale nel 1918.

## Epoca antica

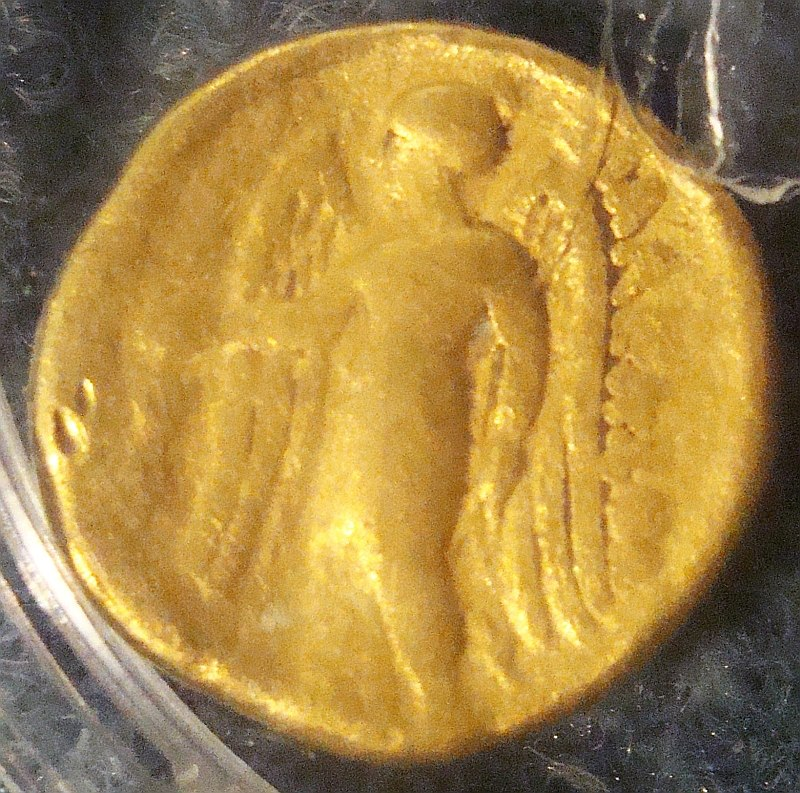
Moneta statere di Alessandro Magno (336-323 a.C.) ritrovata tra Trepcza e Sanok

Una serie pressoché interminabile di eventi inerisce alla storia della Galizia sin dai tempi più antichi.
In epoca romana, la regione risultava popolata da varie tribù di etnia celto-germanica: quelle di origine esclusivamente celtica, ovvero i Galice o "Galici", i Bolihinii o "Volini", i Lugi e i Cotini, e quelle di origine germanica, come i Vandali e Goti: tutte le varie etnie presentavano in comune alcuni aspetti della cultura di Przeworsk e di Púchov. In concomitanza con le invasioni barbariche e la conseguente caduta dell'impero romano, vari gruppi di popolazioni nomadi invasero l'area:
- III secolo a.C. - II secolo d.C.: Anartii (parte occidentale);
- II-V secolo: Vandali (cultura Przeworsk, nello specifico Asdingi e Lacringi); Bastarni; Goti e Gepidi (cultura di Wielbark);
- II-V secolo (parte orientale): Sciti e Sarmati;
- IV-V secolo: Unni;
- V secolo: Avari;
- VI-VIII secolo: Slavi;
- VI-IX secolo (parte orientale): bulgari (poi slavi), ungheresi, Peceneghi;
- X-XIII secolo (parte orientale): Cumani, Caraiti;
- XIII - XIV secolo (parte orientale): Tartari e altri popoli turco-mongoli dell'Asia centrale.

Nel complesso, gli slavi (sia quelli occidentali che quelli orientali, compresi dunque i Lędzianie e i Russini) superarono numericamente le comunità celtico-tedesche nel corso dei secoli.

## Rutenia Rossa
Nell'891–892 i territori dei Croati Bianchi e Rossi passarono sotto il controllo della Grande Moravia, uno stato slavo. Quei territori che in seguito divennero noti come Galizia sembrano essere stati incorporati, in gran parte, nell'Impero della Grande Moravia. Il riferimento a tale mutamento si riscontra per la prima volta nella Cronaca degli anni passati nel 981 d.C., quando Vladimir il Grande della Rus' di Kiev espugnò le roccaforti della Rutenia Rossa nella sua campagna militare al confine con le terre dei Lendiani: il sovrano di Kiev incorporò altresì il Ducato dei Polani e le terre dei Croati Bianchi, rientranti nel Ducato di Boemia.
Nel secolo successivo, l'area finì brevemente in mano alla Polonia (1018-1031 e 1069-1080) e poi di nuovo alla Rus' di Kiev. Quando quest'ultimo Stato lentamente si sfaldò, si venne a creare una serie di entità più o meno estese territorialmente, tra cui il Principato di Halyč, esistito dal 1087 al 1199. Fu Romano il Grande che riuscì finalmente a unire i suoi possedimenti alla Volinia nello stato di Galizia-Volinia, il quale si estendeva in parte delle odierne Ucraina, Polonia e Bielorussia. A porre fine ad un periodo di relativa stabilità politica furono le rivendicazioni degli ungheresi sul principato ruteno (Regnum Galiciae et Lodomeriae), invero mai sopitesi nei decenni precedenti, che si fecero concrete nel 1188. Oltre ad essi, una nuova potenza da più lontano si affacciava sull'orizzonte europeo, quella rappresentata dall'Impero mongolo. Nonostante i tentativi di arrestare l'avanzata degli asiatici da parte di Danilo di Galizia, incoronato in quel frangente re di Galizia-Volinia, questi fu costretto a rendere occasionalmente rese omaggio all'Orda d'Oro e ae accettare un rapporto di vassallaggio. Danilo trasferì la sua capitale da Halyč a Kholm, mentre suo figlio Leone la trasferì a Leopoli. La dinastia di Danilo tentò inoltre, senza successo, di ottenere l'appoggio papale e delle potenze occidentali europee al fine di costituire un'alleanza contro i mongoli senza successo. La crescita della Galizia-Volinia fu oscurata solamente da quella del Granducato di Lituania e del Regno di Polonia, con cui la prima in futuro non risultò più in grado di competere.
All'inizio del XIII secolo, il principe Roman Mstislavič divenne il principale alleato militare dell'Impero bizantino, guidato da Alessio III, dopo aver spostato la nipote dell'imperatore: in tal modo, la Galizia si unì a Costantinopoli contro i Cumani. Le relazioni pacifiche con i romei contribuirono a stabilizzare anche quelle della Galizia con i Rus' del basso Dnestr e del basso Danubio.

## Guerre del XIV secolo
Negli anni 1340–1392 furono combattute delle guerre di successione tra coloro che aspiravano a governare il Principato di Galizia-Volinia. Dopo che Jurij II di Galizia fu avvelenato dai nobili locali nel 1340, sia il Granducato di Lituania che il Regno di Polonia cominciarono ad avanzare pretese sul principato. A seguito di un lungo ed estenuante conflitto, la Galizia-Volinia venne spartita tra la Polonia (nello specifico, la Galizia) e la Lituania (Volinia) e il principato cessò di esistere come stato indipendente. La Polonia prese possesso di un territorio vasto circa 52.000 chilometri quadrati e in cui si contavano 200.000 abitanti.

## La Galizia sotto la Confederazione polacco-lituana
Dopo il 1346, con Casimiro III di Polonia al potere a seguito dell'estinzione della dinastia rjurikide, la Galizia appariva divisa a livello amministrativo in una serie di voivodati. L'inserimento della comunità polacca nella regione comportò una parziale assimilazione della stessa alla popolazione rutena, mentre al contempo l'immigrazione di armeni ed ebrei nella regione crebbe in gran numero. Durante questo periodo furono costruiti numerosi castelli e fondate alcuni nuovi insediamenti: si pensi innanzitutto a Stanisławów (Stanyslaviv in ucraino, ora Ivano-Frankivs'k) e Kristinopil' (ora Červonohrad).
La Galizia affrontò più volte le incursioni da parte dei tartari e della Turchia ottomana nel XVI e XVII secolo: tra i periodi peggiori affrontati dagli abitanti del posto non possono non essere menzionate la rivolta di Chmel'nyc'kyj (1648-1654) e la guerra russo-polacca (1654-1667), quest'ultima interrotta dalle invasioni russe e svedesi accadute durante il cosiddetto "Diluvio" (in polacco potop, 1655–1660). Infine, la Grande guerra del Nord dell'inizio del XVIII secolo spinse nuovamente gli scandinavi verso sud.

## Galizia

### Principi e re[3]
- 1199-1205: Roman Mstislavič
- 1206-1214: Crisi politica

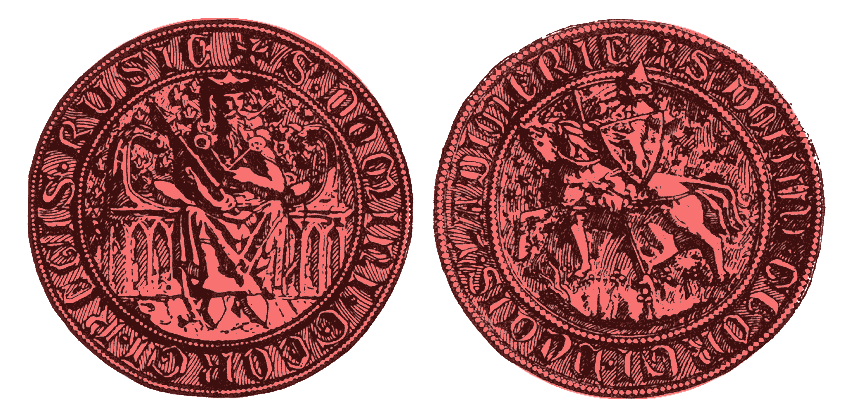
Sigillo reale di Jurij I di Galizia (1301–1308) "S[igillum] Domini Georgi Regis Rusie", "S[igillum] Domini Georgi Ducis Ladimerie"

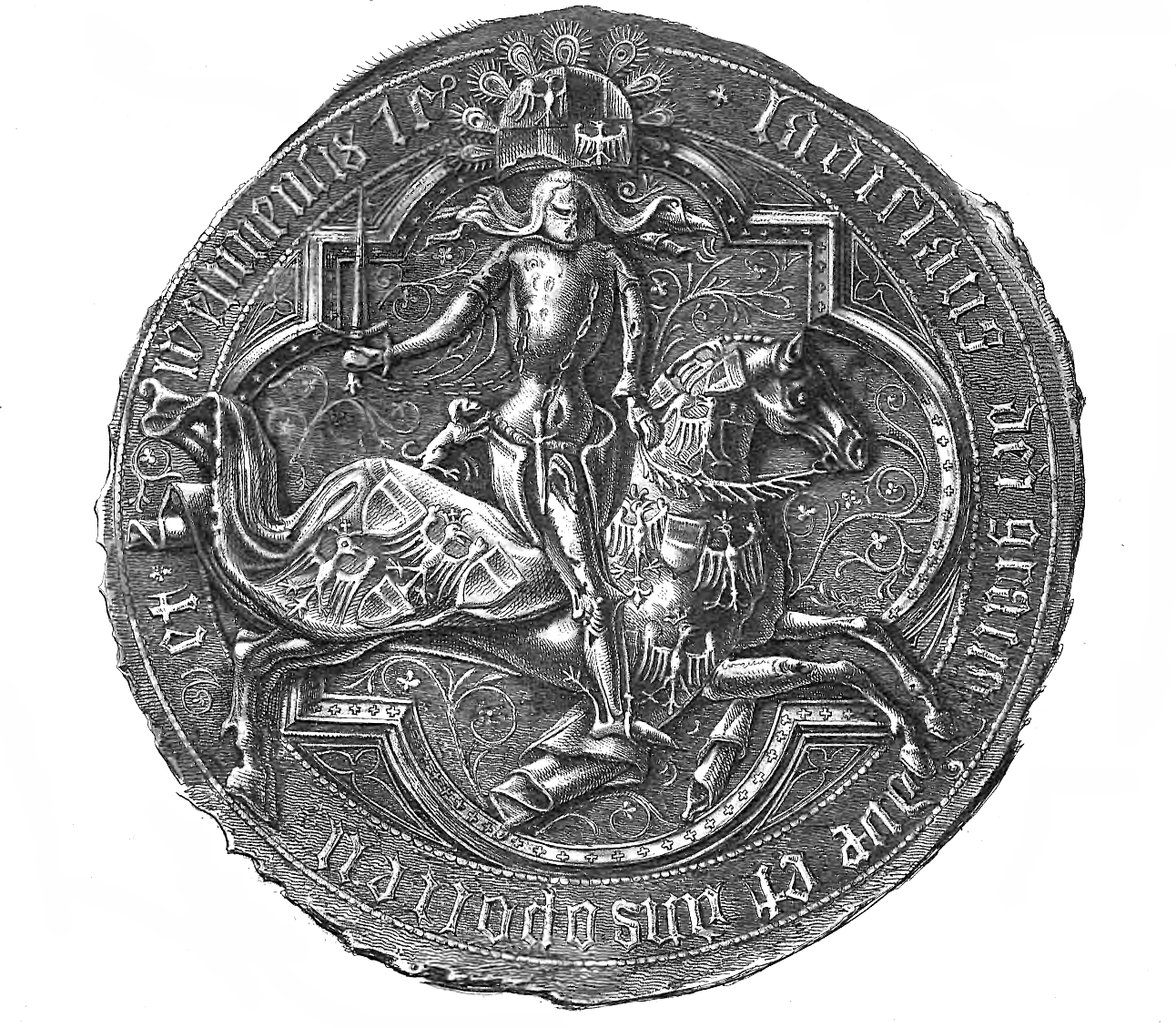
Principe Ladislao II di Opole, massima autorità in Galizia dal 1372 al 1378

  - 1205-1206: Euphrosine Angelina, reggente di Danilo di Galizia
  - 1206-1211: I figli di Igor Svyatoslavič
  - 1210: Rostislav II di Kiev
  - 1211-1212: Mstislav il Muto, reggente di Danilo di Galizia
  - 1212-1214: Rivolta guidata dal boiardo Volodyslav Kormylchič
- 1214–1232: Occupazione ungherese, guidata dai figli di Andrea II d'Ungheria
  - 1214-1220: Colomanno di Galizia
  - 1220: Rivolta guidata da Mstislav Mstislavič
  - 1220-1232: Andrea di Galizia
- 1232-1235: Danilo di Galizia
- 1235-1238: i figli di Michele di Černihiv
- 1238-1264: Danilo di Galizia
- Co-regno dei discendenti di Danilo
  - 1264-1269: Švarnas
  - 1264-ca.1301: Leone I di Galizia[nota 1]
- ca.1301-ca.1308: Jurij I di Galizia
- Co-regno dei discendenti di Jurij
  - 1308-1323: Andrea di Galizia
  - 1308 o 1315-1323: Leone II di Galizia
- Crisi politica, de facto il boiardo Dmytro Dedko
  - 1323-1325: In Galizia, Volodymyr I di Galizia; in Volinia, Liubartas
  - 1323-1340: Boleslaw-Yuri II di Galizia

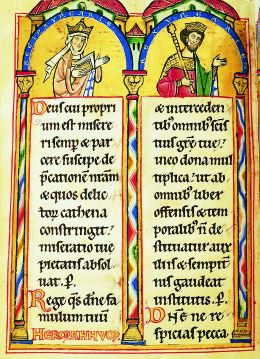
Re Andrea II d'Ungheria con la regina Gertrude di Merania

- 1340: Casimiro III di Polonia (re di Polonia dal 1333 al 1370) invade la Galizia nel periodo 1344–1366
  - 1340-1349: Liubartas, principe lituano di Galizia (1340–1349) e di Volhynia (1323–1366), principe della Volinia orientale (1366–1384)
- 1349: La Galizia viene occupata dalla Polonia e dall'Ungheria, la Volinia dalla Lituania
- Luigi I d'Ungheria, re d'Ungheria (1342–1382), re di Polonia (1370–1382), assume il controllo della Galizia
  - Ladislao II di Opole, principe della Slesia, conte palatino ungherese, governatore della Galizia (1372–1378)
  - Emeric Bebek (Bebek Imre), governatore ungherese della Galizia (1378–1386)
  - Benedek, starosta ungherese della Galizia (1386–1387)
- Re di Polonia (1387–1569)
- Re della Confederazione polacco-lituana (1569–1772)
- Maria Teresa, Arciduchessa sovrana d'Austria (1772–1780)
- Giuseppe II d'Asburgo-Lorena (1780–1790)
- Leopoldo II d'Asburgo-Lorena (1790–1792)
- Francesco II d'Asburgo-Lorena (1792–1835)
- Ferdinando I d'Austria (1835–1848)
- Francesco Giuseppe I d'Austria (1848–1916)
- Carlo I d'Austria (1916–1918)

### Spartizioni della Polonia al Congresso di Vienna

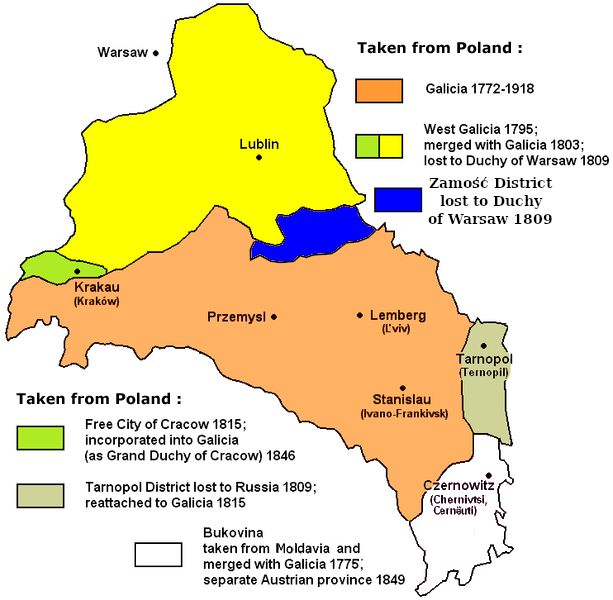
Cambiamenti territoriali della Galizia dal 1772 al 1918

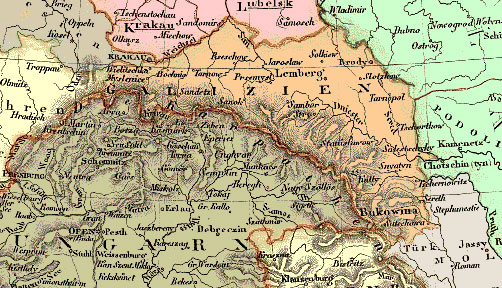
Mappa della Galizia nel 1836

Nel 1772, la Galizia risultava la regione più estesa annessa dalla monarchia asburgica a seguito della prima spartizione della Polonia. Tutti i territori annessi, ovvero la fetta di Polonia acquisita e di quella che sarebbe diventata poi l'Ucraina, vennero fatti convergere nel Regno di Galizia e Lodomeria, con il pretesto di assecondare le tradizionali rivendicazioni ungheresi alla regione. Comunque sia, una grande porzione di terre etnicamente polacche ad ovest venne aggiunta alla provincia, evento che rese l'utilizzo del termine Galizia solo convenzionale e non più rispondente a ragioni geografiche. Leopoli (in tedesco Lemberg, in polacco Lwów) divenne la capitale della Galizia austriaca, che era dominata dall'aristocrazia polacca, nonostante il fatto che la popolazione della metà orientale della provincia fosse perlopiù ucraina (o meglio rutena, come erano conosciuti all'epoca). In aggiunta all'aristocrazia e ai proprietari terrieri polacchi che abitavano quasi tutte le parti della Galizia, e i ruteni ad est, esisteva una nutrita comunità ebraica, già presente da secoli, anch'essa molto concentrata nelle zone orientali della provincia.

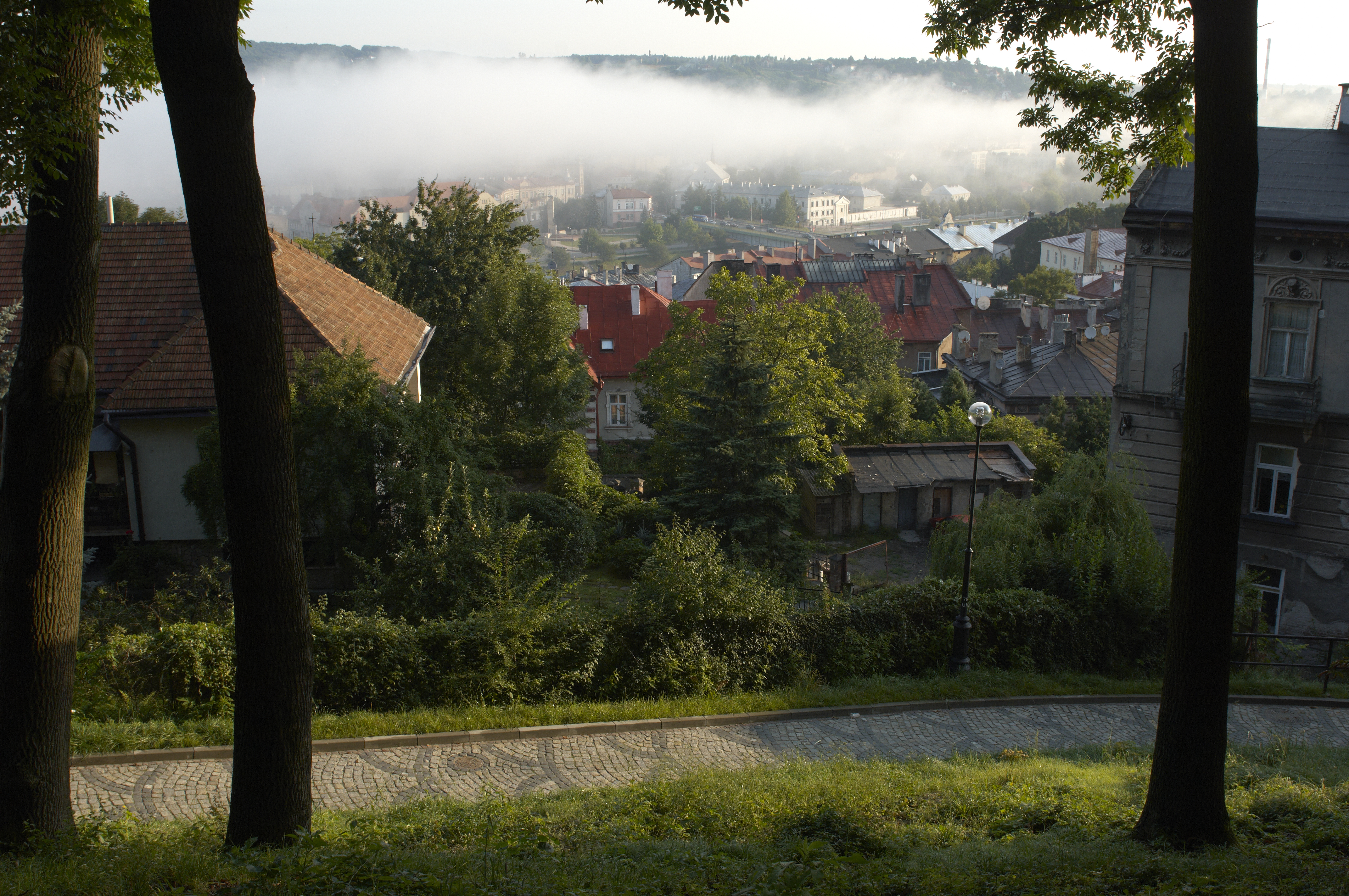
Panorama nell'odierna Przemyśl, divenuta immediatamente prima e durante il dominio austriaco uno dei centri principali della regione

Gli austriaci, non appena giunti, si resero conto dei tesissimi rapporti tra i nobili e i contadini nell'ex territorio polacco. Tale condizione fu strumentalizzata dalle autorità per enfatizzare come l'élite locale si fosse accanita sui più deboli godendo di un potere pressoché illimitato: per legittimare dunque il regime asburgico in Galizia, si provvide a pubblicare giornali e opuscoli che testimoniassero la "selvaggia" e "assurda" barbarie dei nobili. Sempre incolpando la nobiltà polacca per l'arretratezza economica della Galizia, i governanti austriaci incentivarono lo spostamento di tedeschi, austriaci e cechi germanizzati per ripopolare la provincia; fino al 1849 nessun galiziano nativo venne nominato vice governatore. Nel 1786, le leggi polacche furono abolite e si introdusse invece il più moderno codice austriaco (quest'ultimo riemesso nel 1811). Tutti gli incarichi amministrativi risultavano assegnati a persone di lingua tedesca, mentre nei principali centri urbani (Leopoli, Cracovia e Przemyśl) la presenza dei soldati austriaci aumentò considerevolmente. Durante i primi decenni di dominio austriaco, mentre la Galizia era saldamente governata da Vienna, si realizzarono molte riforme significative per costruire un impianto burocratico. All'aristocrazia si garantirono diversi diritti, sebbene notevolmente circoscritti rispetto al passato. Gli ex servi non erano più una semplice proprietà, ma divennero soggetti di legge e gli furono concesse determinate libertà personali, come il diritto di sposarsi senza il permesso del signore. I loro obblighi di lavoro vennero definiti e limitati, e potevano scavalcare il signore e appellarsi alle corti imperiali per avere giustizia. La Chiesa uniate di rito orientale, composta principalmente da ruteni, venne rinominata "Chiesa greco-cattolica" per equipararla alla Chiesa cattolica romana; ottenne dei seminari e in seguito anche un metropolita. Anche se impopolari tra l'aristocrazia, tra il popolo comune, i polacchi come gli ucraini/ruteni, queste riforme crearono una riserva di buona volontà nei confronti dell'imperatore, che durò fino alla fine del dominio austriaco. Allo stesso tempo, comunque, l'Austria estrasse dalla Galizia una considerevole ricchezza e coscrisse un gran numero della popolazione nel servizio armato, in particolare proveniente dal ceto contadino.
Nel 1795, dopo la terza spartizione della Polonia, il territorio polacco allora annesso fu denominato "Galizia occidentale" per legittimarne l'annessione. Tale area fu persa nel 1809 con il trattato di Schönbrunn stipulato da Napoleone Bonaparte e Francesco I d'Austria.

### 1815-1860

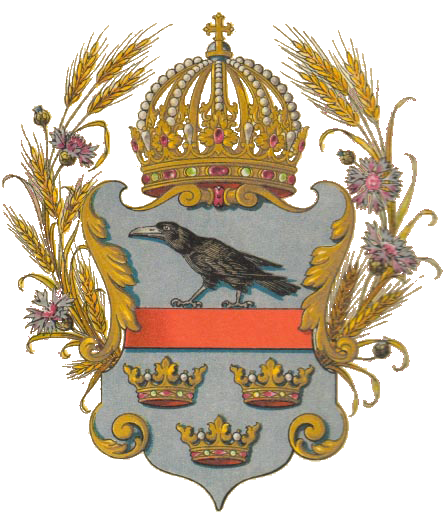
Stemma del Regno di Galizia e Lodomeria nel XIX secolo

Nel 1815, a seguito delle decisioni del Congresso di Vienna, Lublino e le regioni circostanti furono cedute dall'Austria al Regno del Congresso, amministrato dallo zar, mentre la regione di Ternopil', compresa la regione storica della Podolia Meridionale, venne restituita all'Austria dalla Russia, che la deteneva fin dal 1809.
Gli anni 1820 e 1830 coincisero con un periodo di governo assolutista da parte di Vienna, con la locale burocrazia galiziana ancora riempita di tedeschi e cechi germanizzati, anche se alcuni dei loro figli si stavano già polonizzando. Dopo il fallimento dell'insurrezione di novembre nella Polonia russa nel 1830-31, alla quale parteciparono poche migliaia di volontari galiziani, molti rifugiati polacchi arrivarono in Galizia. L'ultima parte degli anni 1830 vide la presenza di organizzazioni cospiratorie polacche, la cui opera culminò nell'infruttuosa insurrezione galiziana del 1846, facilmente sedata dagli austriaci con l'aiuto dei contadini galiziani, rimasti leali all'imperatore. Tale ribellione si verificò solo nella parte occidentale della Galizia, popolata da polacchi, e il conflitto fu tra patrioti, nobili e ribelli da una parte e indifferenti contadini polacchi dall'altra. Nel 1846, tra i risultati della fallita rivolta, l'antica capitale polacca, Cracovia, la quale godeva dello status di città libera e la cui forma di governo era repubblicana, finì per rientrare nella parte Galizia facente capo a Leopoli (Lemberg).
Negli anni 1830, nella parte orientale della Galizia, si ebbero i primi segni di un risveglio nazionale tra i ruteni. Un circolo di attivisti, principalmente seminaristi greco-cattolici, influenzati dal movimento romantico in Europa e dall'esempio di altri compatrioti slavi, in particolare nell'Ucraina orientale sotto dominio russo, iniziarono a volgere la loro attenzione al popolo comune e al suo linguaggio. Nel 1837, la cosiddetta Triade Rutena, guidata da Markijan Semenovyč Šaškevyč, Jakiw Holowazkyj e Iwan Wahyłewycz, pubblicò La Ninfa del Nistro, una collezione di canti popolari e di altro materiale nella comune lingua rutena. Allarmate da una possibile nuova sommossa, le autorità austriache e il metropolita greco-cattolico, misero al bando il libro.

Bandiera della Galizia (1849)

Bandiera della Galizia (1890-1918)

Nel 1848 si ebbero rivoluzioni a Vienna e in altre parti dell'Impero austriaco. Quando a Cracovia si svolse una rivolta ispirata dai rivoluzionari polacchi, i contadini galiziani si ribellarono ai proprietari terrieri, dimostrandosi così a sostegno del governo austriaco. Nella "strage galiziana" persero la vita più di 2.000 proprietari terrieri polacchi e membri delle loro famiglie. In alcuni distretti, ad esempio a Tarnow, quasi il 90% delle proprietà finì saccheggiato e bruciato.
Il governo asburgico stava cercando di impedire che la Galizia si trasformasse in un "Piemonte polacco", da dove avrebbe potuto iniziare la restaurazione di uno stato polacco indipendente; strumentalizzando le controversie nazionali e sociali in Galizia, si iniziò a incoraggiare il movimento Rusyn finendo per dare luogo ad un effetto imprevedibile, quello di originare, come definito dallo storico Magocsi, un "Piemonte ucraino". Nella sua opera Ucraina: la storia, lo storico ucraino-canadese Orest Subtelnyi sostiene che il governatore galiziano Franz Seraph von Stadion "attirò e sostenne attivamente [...] la timida élite dell'Ucraina occidentale, sperando di usarla come contrappeso contro gli invece più pressanti polacchi". Sotto la sua guida, nacque e prosperò il Rusyn Rada (Consiglio russino) e a Leopoli fu fondato un quotidiano intitolato "L'alba della Galizia".
Il 15 maggio 1848, nel sopraccitato giornale venne pubblicato un articolo in cui il Consiglio russino richiedeva l'autonomia amministrativa e un libero sviluppo della cultura e della lingua nazionale per i galiziani russini, i quali erano solo "una parte della vasta comunità rutena che si esprime in una sola lingua e che conta 15 milioni di persone". Si trattò del primo documento in cui si sottolineava l'idea di unire le visioni della popolazione sottoposta alla monarchia asburgica e di quella della Rutenia, al tempo facente parte dell'Impero russo. Con ogni mezzo possibile, i principali esponenti del Rada sottolinearono con forza il fatto che la Galizia fosse abitata dai russini (Ruthenen, un'etnia diversa dai russi, Russen) oltre che dai polacchi; si giunse persino a considerare i russini la spina dorsale dell'Austria-Ungheria nella provincia.
Seguì un decennio di rinnovato assolutismo, per placare i polacchi: il conte Agenor Gołuchowski, un rappresentante conservatore dell'aristocrazia galiziana orientale, i cosiddetti podoliani, venne nominato viceré. Egli iniziò a polonizzare l'amministrazione locale e riuscì a far mettere da parte le idee rutene di partizione della provincia. Non ebbe comunque successo nel costringere la Chiesa greco-cattolica a passare all'uso del calendario gregoriano, o tra i ruteni in generale, a sostituire l'alfabeto cirillico con quello latino.

## Esperimenti costituzionali
Nel 1859, a seguito della sconfitta militare austriaca in Italia, l'Impero entrò in un periodo di sperimentazione costituzionale. Nel 1860, il governo di Vienna, influenzato da Agenor Gołuchowski, emanò il suo "Diploma di ottobre", che prevedeva una federalizzazione conservatrice dell'impero. Ma una reazione negativa dei territori di lingua tedesca portò a cambiamenti nel governo e all'emissione del "Brevetto di febbraio" che diluì questa decentralizzazione. Ciononostante, nel 1861 alla Galizia venne garantita un'Assemblea Legislativa, o Camera dei deputati della Polonia. Anche se inizialmente la rappresentanza dei contadini polacchi e ruteni filoasburgici era considerevole in questo organo (circa metà dell'assemblea), e vennero discusse le pressanti questioni sociali e rutene, le pressioni amministrative limitarono l'efficacia dei rappresentanti dei contadini e dei ruteni e la Camera dei deputati della Polonia venne dominata dall'aristocrazia e dai possidenti terrieri polacchi, che erano favorevoli a un'ulteriore autonomia. In quello stesso anno, delle sommosse esplosero nella Polonia russa e in parte arrivarono fino in Galizia, La Camera dei deputati della Polonia cessò di riunirsi.
Nel 1863 la rivolta aperta scoppiò nella Polonia russa e dal 1864 al 1865 il governo austriaco dichiarò lo stato di assedio in Galizia, sospendendo temporaneamente le libertà civili.
Il 1865 portò un ritorno a idee federali che seguivano le linee suggerite da Agenor Gołuchowski, e negoziazioni sull'autonomia iniziarono nuovamente tra l'aristocrazia polacca e Vienna.
Nel frattempo, i ruteni si sentivano sempre più abbandonati da Vienna e il Consiglio russino, riunitosi spesso attorno alla cattedrale greco-cattolica di San Giorgio a Leopoli, sponsorizzò la visione di chi volesse avvicinarsi alla Russia. I sostenitori più estremisti di questo orientamento vennero ad essere conosciuti come "russofili". Al tempo stesso, influenzati dalla poesia in lingua ucraina del poeta ucraino orientale, Taras Ševčenko, sorse un movimento ucrainofilo che pubblicò opere letterarie in vernacolo ucraino/ruteno e fondò una rete di sale di lettura. I sostenitori di questo orientamento divennero noti come "populisti", e poi semplicemente come "ucraini". Quasi tutti i ruteni comunque, speravano ancora nell'uguaglianza nazionale e in una divisione amministrativa della Galizia secondo linee etniche.

## Autonomia galiziana

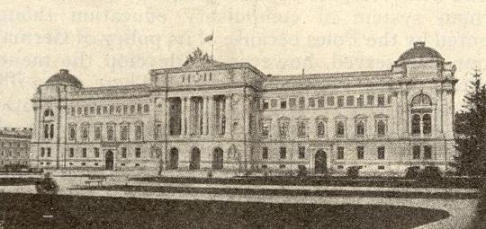
La Camera dei deputati della Polonia galiziana (parlamento) a Leopoli

Nel 1866, a seguito della battaglia di Sadowa e della sconfitta austriaca nella guerra Austro-Prussiana, l'Impero austriaco iniziò a sperimentare crescenti problemi interni. Nel tentativo di raccogliere sostegno per la monarchia, l'imperatore Francesco Giuseppe iniziò dei negoziati per giungere ad un compromesso con la nobiltà magiara, al fine di assicurarsene il sostegno. Alcuni membri del governo, come il primo ministro austriaco Conte Belcredi, consigliarono l'imperatore di fare un più completo accordo costituzionale con tutte le nazionalità, che avrebbero creato una struttura federale. Belcredi era preoccupato che un accomodamento con gli interessi magiari avrebbe alienato le altre nazionalità. Comunque, Francesco Giuseppe non fu in grado di ignorare il potere della nobiltà magiara, ed essa non avrebbe accettato niente di meno che il dualismo tra sé e le tradizionali élite austriache.
Alla fine, dopo il cosiddetto Ausgleich del febbraio 1867, l'Impero austriaco venne riformato nella dualista Austria-Ungheria. Anche se i piani cechi e polacchi per far sì che le loro parti della monarchia venissero incluse nella struttura federale fallirono, prese il via un lento ma stabile processo di liberalizzazione del dominio austriaco in Galizia. I rappresentanti dell'aristocrazia polacca e dell'intellighenzia si rivolsero all'imperatore chiedendo una maggior autonomia per la Galizia. Le loro domande non vennero accolte totalmente, ma nel corso degli anni successivi vennero fatte diverse significative concessioni verso l'istituzione dell'autonomia galiziana.
Dal 1873, la Galizia fu de facto una provincia autonoma dell'Austria-Ungheria con il polacco e a un livello molto inferiore l'ucraino, come lingue ufficiali. La germanizzazione era stata fermata e la censura sollevata. La Galizia fu soggetta alla parte austriaca della monarchia duale, ma la Camera dei deputati della Polonia galiziana e l'amministrazione provinciale ebbero privilegi e prerogative estese, in particolare nel campo di istruzione, cultura e affari interni.
Questi cambiamenti vennero supportati dai principali intellettuali polacchi. Nel 1869 un gruppo di giovani pubblicisti conservatori di Cracovia, tra cui Józef Szujski, Stanisław Tarnowski, Stanisław Koźmian e Ludwik Wodzicki, pubblicò una serie di pamphlet satirici intitolati Teka Stańczyka (Il Portfolio di Stańczyk). Solo cinque anni dopo la tragica fine della rivolta di gennaio, i pamphlet ridicolizzavano l'idea delle rivolte nazionali armate e suggerivano un compromesso con i nemici della Polonia, in particolare l'Impero austro-ungarico, concentrazione sulla crescita economica, e accettazione delle concessioni politiche offerte da Vienna. Questo gruppo politico divenne noto come gli Stanczyk o Conservatori di Cracovia. Assieme ai proprietari terrieri conservatori polacchi della Galizia Orientale e agli aristocratici chiamati "podoliani", ottennero un'ascendenza politica in Galizia che durò fino al 1914.
Questo trasferimento di potere da Vienna alla classe terriera polacca non fu ben accolto dai ruteni, che divennero più nettamente divisi in russofili, che guardavano alla Russia per la salvezza, e ucraini, che sottolineavano le loro connessioni con la gente comune.
Sia Vienna che i polacchi videro il tradimento tra i russofili e una serie di processi politici alla fine li screditarono. Nel frattempo venne elaborato un accordo, nel 1890, tra i polacchi e i "populisti" ruteni, che vide l'ucrainizzazione del sistema scolastico nella Galizia Orientale e altre concessioni alla cultura ucraina. In seguito, il movimento nazionale ucraino si diffuse rapidamente tra i contadini ruteni e, nonostante ripetuti contrattempi, nei primi anni del XX secolo aveva quasi completamente rimpiazzato gli altri gruppi ruteni come principale rivale per il potere con i polacchi. Durante questo periodo, gli ucraini non abbandonarono mai le tradizionali richieste rutene di uguaglianza nazionale e per la spartizione della provincia in una metà occidentale e polacca, e una orientale e ucraina.

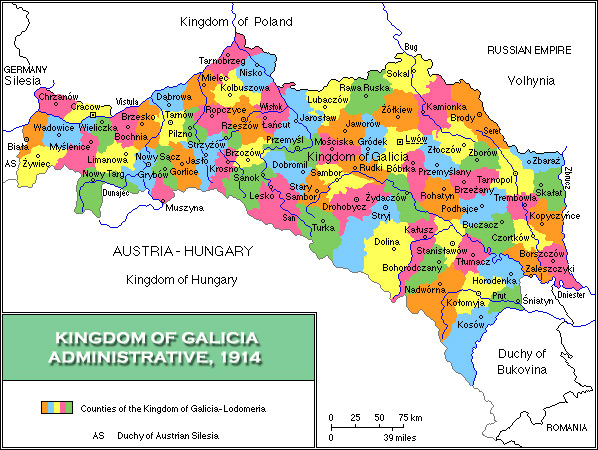
Suddivisioni amministrative di Galizia, 1914

## Emigrazione economica
A partire dagli anni 1880, si ebbe un'emigrazione di massa dei contadini galiziani. L'emigrazione iniziò con carattere stagionale verso la Germania (da poco unificata e dall'economia dinamica) e divenne in seguito transatlantica, caratterizzata da spostamenti su grande scala verso Stati Uniti, Brasile e Canada.
Causata dalle condizioni economiche arretrate della Galizia, dove la povertà rurale era diffusa (si veda il capitolo sull'economia più sotto), l'emigrazione iniziò nella parte occidentale, popolata da polacchi, per poi spostarsi verso est verso le parti ucraine. Polacchi, ucraini, ebrei e tedeschi, parteciparono tutti a questo spostamento di massa della popolazione rurale. I polacchi migrarono principalmente verso il New England e gli stati del Midwest degli Stati Uniti, ma anche in Brasile e altrove; gli ucraini migrarono verso Brasile, Canada e USA, con un flusso molto intenso dalla Podolia Meridionale verso il Canada Occidentale; e gli ebrei migrarono verso il Nuovo Mondo direttamente, o indirettamente attraverso altre parti dell'Austria-Ungheria.

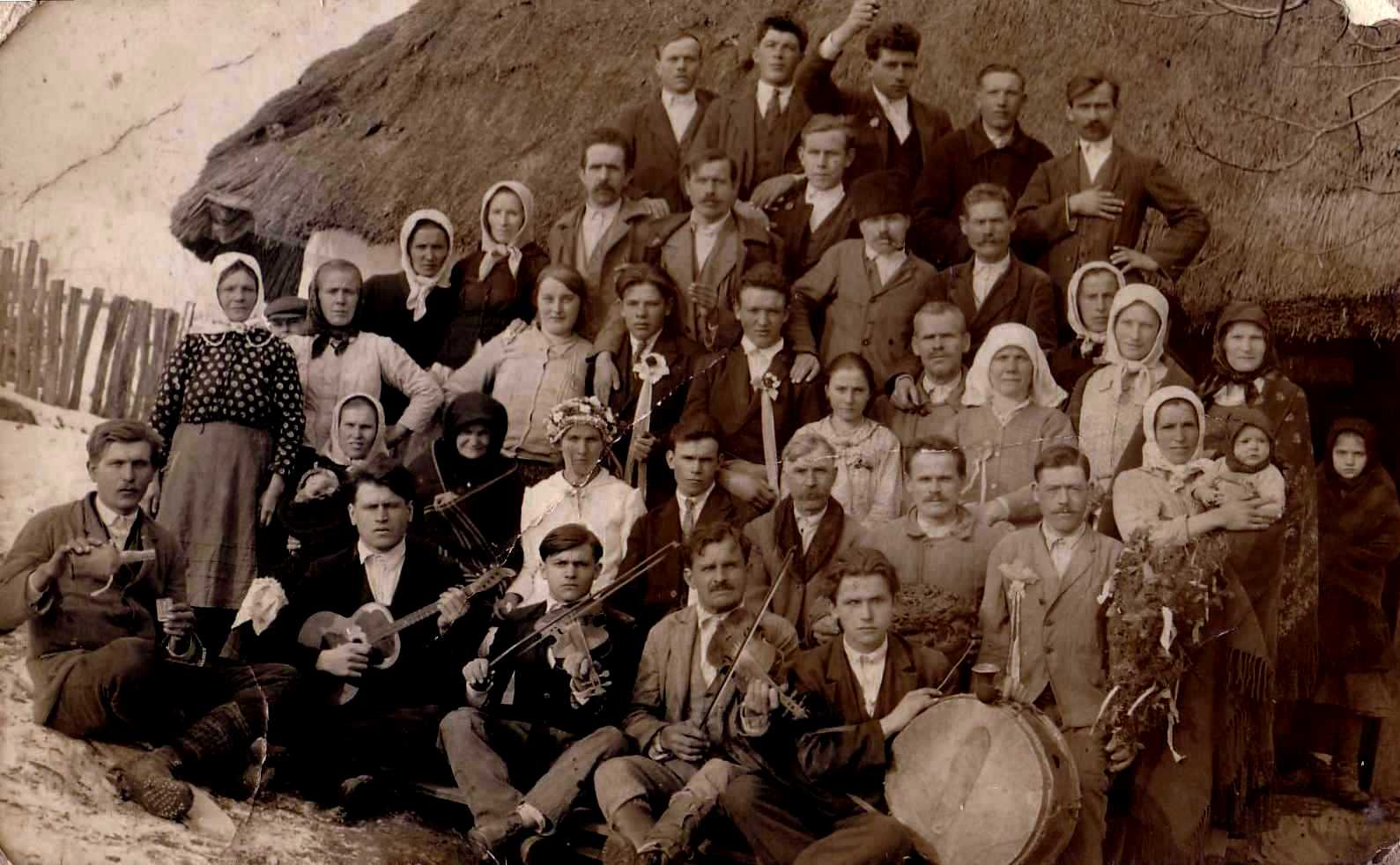
Immigrati economici in partenza da Prnjavor (oggi parte della Bosnia ed Erzegovina)

In totale, diverse centinaia di migliaia di persone furono coinvolte in questa "grande emigrazione economica", che crebbe stabilmente di intensità fino allo scoppio della prima guerra mondiale nel 1914. La guerra pose un arresto temporaneo all'emigrazione, che non raggiunse più le proporzioni del passato.
La fuga, in particolare quella verso il Brasile, la "Febbre brasiliana" come venne chiamata all'epoca, venne descritta nelle opere letterarie dell'epoca della poetessa polacca Maria Konopnicka, dello scrittore ucraino Ivan Franko, e di molti altri. Lo scrittore Osyp Oleskiv è stato determinante nel reindirizzare la migrazione ucraina dal Brasile verso il Canada, sebbene il primo arrivo di un personaggio di spessore, quello di Ivan Pylypiv, fosse avvenuto alcuni anni prima.

## Prima guerra mondiale e guerra polacco-ucraina
Durante la prima guerra mondiale, la Galizia fu teatro di pesanti combattimenti tra le forze della Russia e gli Imperi centrali. I combattimenti iniziarono nel 1914 quando l'esercito russo avanzò nella provincia austro-ungarica della Galizia e nella Prussia orientale tedesca. Il primo attacco effettuato in quest'ultima regione si tramutò rapidamente in una disfatta dopo la battaglia di Tannenberg nell'agosto del 1914, mentre la seconda incursione ebbe invece successo. Sotto il comando dei generali Nikolai Ivanov e Aleksej Brusilov, i russi vinsero la battaglia di Galizia a settembre e diedero il via all'assedio di Przemyśl, la fortezza immediatamente successiva sulla strada verso Cracovia. Alla fine del dicembre 1914, i russi controllavano quasi tutta la Galizia: ad ogni modo, il fronte si stabilizzò per poco tempo e gli attaccanti dovettero abbandonare la Galizia nella primavera e nell'estate del 1915 per via di un'offensiva combinata delle forze tedesche, austro-ungariche e turche.
Nel 1918, la Galizia occidentale divenne parte della restaurata Repubblica di Polonia, mentre la popolazione ucraina locale cercò di approfittare dell'instabile condizione dell'Europa centrale dopo il termine della Grande Guerra per sancire l'indipendenza della Galizia orientale come Repubblica Nazionale dell'Ucraina Occidentale. Su tali premesse, si scatenò la guerra polacco-ucraina: dopo aver rivendicato i suoi vecchi territori e aver percepito la minaccia molto maggiore costituita dalla RSFS Russa, la Polonia prese le parti dell'amministrazione ucraina a Kiev, la Repubblica Popolare Ucraina, ai danni della Russia bolscevica. Durante la guerra polacco-sovietica prese forma, basandosi su fragili fondamenta, la Repubblica Socialista Sovietica di Galizia di breve durata a Ternopil'. Alla fine, l'intera provincia fu riacquisita dai polacchi e divisa in quattro voivodati, con capitali a Cracovia, Leopoli, Ternopil' e Stanyslaviv
Gli ucraini dell'antica Galizia orientale e della vicina provincia della Volinia costituivano circa il 15% della popolazione della Seconda Repubblica polacca, risultando pertanto la minoranza numericamente più numerosa. L'annessione della Polonia della Galizia orientale, mai accettata come legittima dalla maggior parte degli ucraini, fu riconosciuta a livello internazionale nel 1923. Una simile scelta, senza considerare gli ulteriori problemi sorti a livello economico, contribuì ad acuire le tensioni tra il governo polacco e la popolazione ucraina, dando infine origine all'Organizzazione dei Nazionalisti Ucraini, un partito politico nazionalista fondato nel 1929 da esuli anticomunisti e anti-russi nella città di Vienna.
Nella parte occidentale della Galizia, i lemchi russini costituirono la Repubblica di Lemko-Rusyn nel 1918, dimostrandosi favorevoli a un'unione con la Russia piuttosto che con l'Ucraina. Poiché una simile strada risultava impraticabile per svariate ragioni, non ultima la distanza geografica dai territori controllati da Mosca, in seguito i lemchi tentarono di avviare contatti con i russini che risiedevano a sud dei Carpazi, nel tentativo di unirsi alla Cecoslovacchia: se così fosse stato, questi sarebbero diventati la terza comunità etnica per numero. Tale tentativo fu represso dal governo polacco nel 1920 e l'area fu incorporata alla Polonia, in quel momento già sotto la lente della comunità internazionale per via della controversa formazione dello Stato della Lituania Centrale. I capi della repubblica di breve durata furono successivamente processati dal governo polacco, in seguito però assolti.

## Seconda guerra mondiale e ilDistrikt Galizien

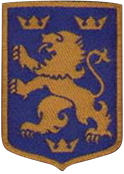
L'emblema della 14. Waffen-Grenadier-Division der SS "Galizia"

Nel 1939 il Comando Supremo della Wehrmacht approvò un piano strategico (Fall Weiß) con i dettagli del futuro attacco alla Polonia. Esso prevedeva che le brigate militari della Galizia avrebbero svolto il ruolo di quinta colonna, al fine di attaccare e scoraggiare l'esercito polacco nelle retrovie, nel caso in cui la resistenza delle truppe biancorosse fosse stata più tenace del previsto. All'inizio dell'estate del 1939, i tedeschi (Wilhelm Canaris, Erwin von Lahousen), con il sostegno degli attivisti dell'OUN (Richard Jaryj), crearono una legione ucraina sotto il comando di Roman Suško, il quale si era addestrato militarmente in Germania, Austria e in Slovacchia. Con l'ausilio della Legione ucraina, l'Abwehr, il servizio di intelligence nazista, pianificò, dopo la sconfitta della Polonia, di creare uno stato ucraino filo-tedesco in Galizia e Volinia. Dai rapporti dei servizi segreti, emerge che l'URSS fosse a conoscenza di questi progetti e avesse cercato attivamente di contrastarli nei negoziati diplomatici. Nell'immediato preludio diplomatico alla seconda guerra mondiale venne sottoscritto il patto Molotov-Ribbentrop, il quale spartì la Polonia all'incirca lungo la linea Curzon. In base ai suoi termini, la Germania avrebbe dovuto rinunciare al proposito di dare vita alla Legione ucraina. Dopo il 17 settembre 1939, tutto il territorio a est dei fiumi San, Bug e Neman nei pressi della vecchia Galizia orientale cadde in mano all'URSS. Tale territorio fu diviso in quattro distretti amministrativi (oblast') facenti parte della RSS Ucraina: Leopoli, Stanislav, Drohobyč e Ternopil' (quest'ultimo comprendente parti della Volinia). Gli ebrei che rifiutarono la cittadinanza sovietica furono deportati in Siberia e nella Russia nord-orientale europea.
Nel 1940-1941, le autorità sovietiche condussero quattro deportazioni di massa dalla parte orientale della Seconda Repubblica Polacca, abitata da ucraini, bielorussi, ebrei, lituani, russi, tedeschi, cechi e armeni, oltre che ovviamente polacchi. Circa 335.000 cittadini polacchi finirono in Siberia, Kazakistan e in altre aree remote dell'URSS: le operazioni di trasferimento coattivo furono supervisionate dall'NKVD. Secondo il generale Vasilij Christoforov, direttore degli archivi dell'FSB a Mosca, nel 1940 furono allontanati esattamente 297.280 cittadini polacchi.
Il numero totale di trasferimenti dall'Ucraina occidentale ammontava a 198.536 persone (numero che dovrebbe essere considerato il numero minimo di vittime documentate):
- Febbraio 1940 - 89.062 persone (circa 84,8% polacchi, 13,8% ucraini, 1,4% ebrei e altri) deportate nel nord-est della Russia europea, Siberia e Kazakistan;
- Aprile 1940 - 31.332 (circa il 70,6% polacchi, 25,0% ucraini, 3,0% ebrei, 1,4% russi, tedeschi, altri) deportati in Kazakistan;
- Giugno-luglio 1940 - 67.049 (circa l'84,6% ebrei, 11,0% polacchi, 3,3% ucraini, 0,4% tedeschi, 0,7% altri) deportati in Siberia e nel nord-est della Russia europea;
- Maggio-giugno 1941 - 11.093 (per lo più ucraini, polacchi e altre minoranze) deportate in Siberia e Kazakistan.[48]

Dopo il 22 giugno 1941, il periodo della sovietizzazione terminò quando la Germania conquistò la Galizia orientale durante l'operazione Barbarossa. I disordini nell'area aumentarono nel momento in cui i sovietici evacuanti decisero di uccidere sommariamente la massa di persone che attendevano nelle prigioni di essere deportati nel gulag, a prescindere dalla commissione di reati minori o dall'accertamento dei motivi che avevano portato alla reclusione. Quando le forze della Wehrmacht giunsero nell'area, scoprirono le prove degli omicidi di massa commessi dall'NKVD e dall'NKGB, specie nei riguardi di polacchi e ucraini (il caso più famoso è lontano dalla Galizia ed è passato alla storia come massacro di Katyn').
Il 30 giugno 1941, Jaroslav Stec'ko annunciò "l'Atto di restaurazione dello Stato ucraino" a Leopoli e si auto-nominò primo ministro dell'esecutivo. L'atto fu accettato da Andrej Szeptycki, arcivescovo metropolita della Chiesa greco-cattolica ucraina, il 1º luglio 1941. Poiché tale fatto avvenne senza l'approvazione di Berlino, i teutonici non esitarono ad arrestare molti attivisti dell'OUN-B tra il 6 e l'11 luglio 1941. Dopo qualche tempo, Stepan Bandera, Jaroslav Stec'ko, Roman Ilnytsky e Volodymyr Stakhiv furono inviati al campo di concentramento di Sachsenhausen, mentre frattanto la Galizia diveniva nota come Distrikt Galizien e rientrava nel Governatorato Generale.
Poiché la Germania considerava la Galizia già parzialmente arianizzata e civilizzata, una maggiore fetta di galiziani non ebrei, ma membri delle "minoranze non ariane", sfuggirono alla cattura nazista a discapito di molti altri ucraini che vivevano più a est. Nonostante il trattamento più indulgente delle autorità tedesche nei confronti di una parte della popolazione galiziana, molti galiziani, specialmente di origine semita, non scamparono alla deportazione nei campi di concentramento, proprio come accaduto altrove in Ucraina.
La maggior parte dei 500.000 ebrei residenti in loco (più del 10% della popolazione complessiva) furono fucilati in fosse comuni o perirono a Bełżec.
In concomitanza con gli spostamenti coattivi di gruppi di persone si intensificarono i conflitti in Galizia e Volinia tra polacchi e ucraini, coinvolgendo tra l'esercito nazionale polacco (AK), quello insurrezionale ucraino (UPA), la Wehrmacht tedesca e i partigiani filo-sovietici. I massacri dei civili polacchi in Volinia e in Galizia scatenarono feroci rappresaglie da parte degli ucraini e, in seguito alla guerra, gettarono i presupposti per giustificare l'operazione Vistola. Se si pensa a come appariva il quadro negli anni finali del conflitto, la situazione era abbastanza confusa: i galiziani ucraini si univano spesso all'UPA e sostenevano le sue politiche anti-sovietiche, anti-polacche e antitedesche, ma non mancarono casi di cittadini che si unirono anche alla Germania nella sua lotta contro l'URSS, i quali confluirono nella 14. Waffen-Grenadier-Division der SS "Galizia" (1ª ucraina). Comandata dagli ufficiali tedeschi e austriaci Walter Schimana e Fritz Freitag, la divisione partecipò all'offensiva Leopoli-Sandomierz nel 1944 e alla lotta antipartigiana in Russia.

## Dopoguerra
Il nuovo confine tra Polonia e URSS, con aree a maggioranza di lingua polacca a ovest e ucraini (ruteni) a est, fu accettato dagli alleati occidentali nella Conferenza di Jalta tenutasi nel febbraio del 1945. La vecchia provincia, nella forma datale dall'Austria nel 1800, rimane ancora oggi divisa, con la parte occidentale appartenente alla Polonia, e la parte originale orientale, appartenente all'Ucraina. Dei centri principali, Cracovia è rimasta alla prima, Leopoli alla seconda. La Galizia era uscita profondamente spopolata dopo il conflitto mondiale: le grandi minoranze su entrambi i lati della nuova frontiera avevano assistito al trasferimento forzato di oltre 500.000 persone da parte delle autorità comuniste e naziste e l'operazione Vistola, avvenuta nel 1947, contribuì a modificare la demografia locale con lo spostamento di ucraini ad est e polacchi a ovest.
Per quanto riguarda l'economia, prevalentemente agricola per secoli, si è assistito a un lento sviluppo del settore industriale pesante all'inizio del XX secolo, principalmente legato alla produzione di materiali bellici. I principali investimenti statali nella regione avvenuti nel dopoguerra interessarono la creazione delle ferrovie e della fortezza di Przemyśl, oltre che la realizzazione di più moderne infrastrutture urbane a Cracovia e in altre città più popolose. Lo sviluppo industriale fu connesso principalmente al commercio petrolifero privato avviato da Ignacy Łukasiewicz e alle miniere di sale di Wieliczka, funzionanti almeno fin dal Medioevo.